# Dia (Droma)
Dia (en francès Die) és un municipi francès situat al departament de la Droma i a la regió d'Alvèrnia-Roine-Alps. L'any 1999 tenia 4.451 habitants.

## Administració
| Període                               | Identitat           | Partit | Qualitat |
| ------------------------------------- | ------------------- | ------ | -------- |
| juny 1995                             | Isabelle Bizouard   |        |          |
| 1989-1995                             | Jean-Pierre Rambaud |        |          |
| Les dades anteriors són desconegudes. |                     |        |          |

## Demografia
| 1962 | 1968 | 1975 | 1982 | 1990 | 1999 |
| ---- | ---- | ---- | ---- | ---- | ---- |
| 3546 | 4048 | 4062 | 3992 | 4230 | 4451 |